# Сельское поселение «Село Сашкино»
Сельское поселение «Село Сашкино» — муниципальное образование в составе Ферзиковского района Калужской области России.
Центр — село Сашкино

## Состав
В поселение входят 10 населённых мест:
- село Сашкино
- деревня Асеевки
- село Богимово
- деревня Жиливки
- деревня Клишино
- деревня Лобаново
- деревня Михайловка
- село Новосел
- деревня Русино
- деревня Спешиловка

## Население
| 2010 | 2012 | 2013 | 2014 | 2015 | 2016 | 2017 |
| ---- | ---- | ---- | ---- | ---- | ---- | ---- |
| 675  | ↘673 | ↗677 | ↗685 | ↘656 | ↘646 | ↗649 |
| 2018 | 2019 | 2020 | 2021 |      |      |      |
| ↘648 | ↘637 | ↗647 | ↘567 |      |      |      |

Население сельского поселения составляет 675 человек .